# Sahelormörn
Sahelormörn (Circaetus beaudouini) är en hotad fågel i familjen hökar som förekommer i Afrika, i ett band strax söder om Sahara.

## Utseende
Sahelormörnen är med en kroppslängd på 60–66 cm en stor ormörn. Ovansidan är gråbrun med tre till fyra band på stjärten. Buken är vit med mörk bandning. Den är ljusgrå på vaxhuden, liksom på benen. Ungfågeln är helt mörkbrun ovan och under, med vit streckning på huvudet och bandning på flankerna. Arten är mycket lik ormörnen som förekommer i sahelormörnens utbredningsområde vintertid, men denna är något större och med proportionellt längre vingar. Adulta sahelormörnen har enfärgade vingundersidor, medan ormörnens är mörkbandade.

## Utbredning och systematik
Fågeln förekommer i Afrika från sydvästra Mauretanien söderut till Guinea och österut till sydvästra Sudan, västra Sydsudan och möjligen norra Uganda. Den behandlas som monotypisk, det vill säga att den inte delas in i några underarter.

## Levnadssätt
Sahelormörnen hittas i savannartade miljöer. Den kretsar ofta och ryttlar även ibland.

## Status
Sahelormörnen har ett stort utbredningsområde, men världspopulationen uppskattas understiga endast 10.000 vuxna individer och den tros minska kraftigt i antal. Internationella naturvårdsunionen IUCN anser den vara hotad och placerar den i hotkategorin sårbar.

## Namn
Fågelns vetenskapliga artnamn hedrar M. Beaudouin som samlade i Portugisiska Guinea för bröderna Verreauxs Parisbaserade handel med specimen.

## Galleri

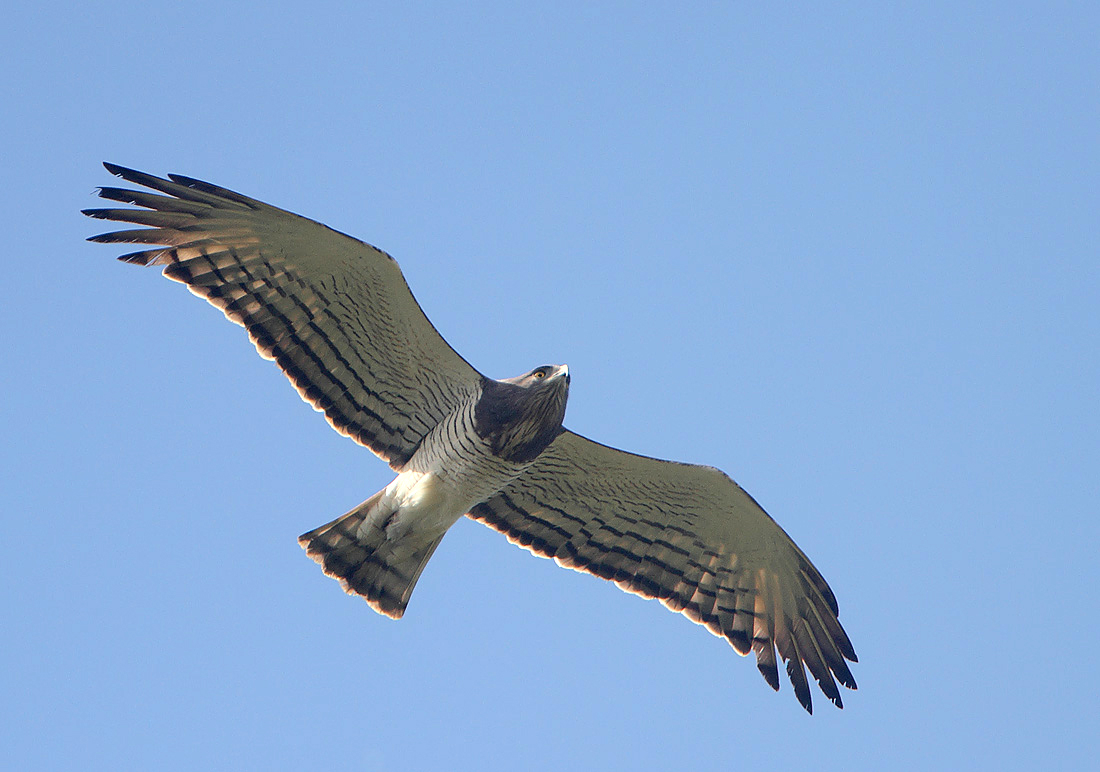
De symmetriskt rena och tunna strimmorna på buk och vingar särskiljer arten från den närbesläktade ormörnen.